# Justin Cochrane
Justin Cochrane (Hackney, 26 gennaio 1982) è un ex calciatore antiguo-barbudano con cittadinanza britannica, di ruolo difensore.

## Carriera

### Club
Tra il 2003 ed il 2006 ha giocato complessivamente 62 partite nella seconda divisione inglese con la maglia del Crewe Alexandra.

### Nazionale
Tra il 2008 ed il 2012 ha totalizzato complessivamente 12 presenze e due reti con la nazionale antiguo-barbudana.